# Condado de Florence (Carolina del Sur)
El condado de Florence (en inglés: Florence County, South Carolina) es un condado del estado estadounidense de Carolina del Sur. En el censo del año 2010 tenía una población de 136 885 habitantes. Tiene una población estimada, a mediados de 2019, de 138 293 habitantes.
La sede del condado es Florence.

## Geografía
Según la Oficina del Censo, el condado tiene un área total de 2082 km² (803,9 mi²), de la cual 2072 km² (800 mi²) es tierra y 10 km² (3,9 mi²) es agua.

### Condados adyacentes
- Condado de Marlboro norte
- Condado de Dillon noreste
- Condado de Marion este
- Condado de Williamsburg sur
- Condado de Sumter suroeste
- Condado de Clarendon suroeste
- Condado de Lee oeste
- Condado de Darlington noroeste

## Demografía
En el 2000 la renta per cápita promedia del condado era de $35 144, y el ingreso promedio para una familia era de $41 274. El ingreso per cápita para el condado era de $17 876. En 2000 los hombres tenían un ingreso per cápita de $32 065 contra $21 906 para las mujeres. Alrededor del 16.40% de la población estaba bajo el umbral de pobreza nacional.
En el censo 2000, la población del Condado de Florence era 58% urbana y 42% rural, que contiene las dos zonas urbanas de Florencia (2000 pop. 67314) y Lake City (8728). Junto con el Condado de Darlington, comprende parte del área estadística metropolitana de Florencia.

## Lugares

### Ciudades y pueblos
- Coward
- Effingham
- Florence
- Johnsonville
- Lake City
- Mars Bluff, reconocida porque el 7 de marzo de 1958 cayó allí accidentalmente una bomba atómica desarmada (sin material fisionable) desde un avión a 4500 m de altitud. La caída produjo la detonación de sus 3447 kg de explosivos convencionales, que crearon un cráter de 23 m de diámetro y 10 m de profundidad, destruyeron varias casas e hirieron a una familia. (Véase el artículo Explosión de una bomba atómica en Mars Bluff).
- Olanta
- Pamplico
- Quinby
- Scranton
- Timmonsville